# 한국의 지방 구분

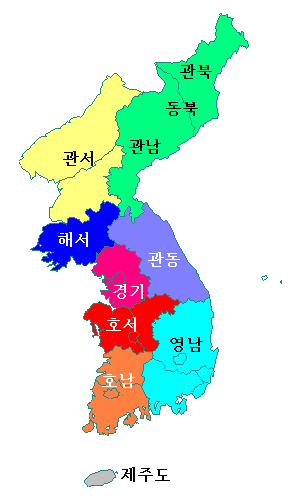
한국의 지방 구분

한국의 지방 구분은 조선 초 팔도 체계에 입각하여 마련된 한국의 전통적인 지방 구분이다. 팔도 체계는 1413년 기존 여말의 행정 구역을 조선 태종이 개편하면서 마련된 것이었지만, 그것이 오늘날 한국의 지방 구분과 완전히 일치하지는 않는다. 이는 한국의 지방 구분이 산, 고개, 강, 산맥 등 자연물을 경계로 삼아 마련된 것이기 때문이다. 자연물 외에도 경기 지방이나 제주 지방과 같이 옛 행정구역의 일부에서 이름이 유래하거나 동북면, 서북 지방과 같이 방위에 따라 지방을 구분하기도 했다.
현대로 넘어오면서 지방 구분은 대한민국의 행정구역과 조선민주주의인민공화국의 행정구역이 어느 정도 대체했지만, 오늘날에도 대한민국에서는 삼남 지방과 중부 지방 같은 지방 명칭 또는 호남고속도로, 영동고속도로, 영동선 등의 교통 체계, 그리고 호서대학교, 가톨릭관동대학교 등 교육기관 등에 그 명칭이 남아있다.

## 전통적 구분

### 고개
- 관(關) - 철령 지역
  - 관서 지방 - 철령의 서북쪽
  - 관북 지방 - 철령의 북쪽
  - 관동 지방 - 철령의 동남쪽

- 대관령 (영, 嶺)
  - 영동 지방- 태백산맥 혹은 백두대간의 동쪽.
  - 영서 지방 - 태백산맥 혹은 백두대간의 서쪽.

- 죽령 및 조령 (영, 嶺)
  - 영남 지방 - 죽령 및 조령의 남쪽 지역

### 강
- 호(湖)
  - 호서 지방 - 의림지와 금강 상류의 서쪽.
  - 호남 지방 - 의림지와 금강 상류의 남쪽.

### 기타
- 경기 지방 - 옛 경기도와 한성부를 합쳐서 부르는 말. 경기(京畿)는 왕성(王城)을 중심으로 사방 5백리 이내의 땅을 뜻한다.
- 기호 지방 - 경기 지방의 '기(畿)'와  호서 지방의 '호(湖)'를 따서 부르는 지방 명칭.
- 해서 지방 - 황해도
- 제주 지방 - 제주도

## 같이 보기
- 팔도
- 한국어의 방언
- 한국의 행정 구역
- 옌볜 조선족 자치주